# Peter Jeffrey
Peter Jeffrey (6 de Julho de 1913 – 6 de Abril de 1997) foi um piloto militar e ás da aviação da Real Força Aérea Australiana (RAAF). Nascido em Tenterfield, Nova Gales do Sul, ele juntou-se à reserva activa da RAAF em 1934. Colocado no Médio Oriente em Julho de 1940, Jeffrey combateu pelo Esquadrão N.º 3 e assumiu o comando da unidade até ao final do ano, sendo condecorado com a Cruz de Voo Distinto pelo seu espírito incansável e qualidades de combate aéreo. Em Novembro de 1941 ele foi nomeado comandante de asa da Asa N.º 234 da RAF, tornando-se às da aviação no mesmo mês com a sua quinta vitória aérea. No mês seguinte foi condecorado com a Ordem de Serviços Distintos pelo sucesso da sua carreira militar até então, que incluía o resgate de um camarada que havia-se despenhado no deserto em território controlado pelo inimigo.
Em 1942 Jeffrey foi colocado no teatro do sudoeste do Pacífico, onde ajudou a preparar o Esquadrão N.º 75 para a defesa de Port Moresby, acção que também tomou com o Esquadrão N.º 76 antes da Batalha da Baía Milne. Ele serviu por dois períodos no comando da Unidade de Treino Operacional N.º 2 na Austrália Meridional antes do final da guerra, períodos entre os quais comandou a Asa N.º 1 no Território do Norte e na Austrália Ocidental entre 1943 e 1944, altura pela qual foi promovido a Capitão de grupo. Jeffrey foi transferido para a reserva da RAAF depois da guerra, e em 1951 voltou ao ramo, detendo funções de treino em Vitória e comando na Base aérea de Edimburgo na Austrália Meridional; em 1956, abandonou o ramo aéreo. Fora das forças armadas, ele foi vaqueiro. Em 1997, com a idade de 83 anos, faleceu.

## Juventude
Nasceu em Tenterfield, Nova Gales do Sul, no dia 6 de Julho de 1913, filho de A. L. Jeffrey. Foi educado na Escola Preparatória Igreja de Inglaterra em Toowoomba, Queensland, e em Cranbrook em Sydney. Depois de trabalhar como pastor, em 1934 frequentou o seu primeiro ano em estudos de engenharia na Universidade de Sydney, residindo no Colégio de Saint Andrew. Em Dezembro do mesmo ano, ele alistou-se como cadete na reserva activa da RAAF, conhecida como Citizen Air Force (CAF).
Jeffrey recebeu instrução de voo no Curso B de 1935, realizado pelo Esquadrão N.º 1 na Base aérea de Laverton, e tornou-se oficialmente um oficial piloto em Julho. Servindo no Esquadrão N.º 22 a partir de Julho de 1936, foi transferido da CAD para a Permanent Air Force (PAF) durante um curto período em Maio de 1938. Depois disto, foi colocado na Escola de Treino de Voo N.º 1 em Point Cook, Vitória, para desempenhar funções de instrutor. Em Janeiro de 1939, ele foi enviado para a Grã-Bretanha para frequentar um Curso de Especialistas em Sinalização no Colégio da Real Força Aérea Cranwell, e em Setembro foi promovido a Tenente de voo.

## Segunda Guerra Mundial
Concluindo o curso em Cranwell em Novembro de 1939, Jeffrey regressou à Austrália em Janeiro como Oficial de Sinalização junto do Esquadrão N.º 3 na Base aérea de Richmond, Nova Gales do Sul. Em Junho de 1940, voltou a desempenhar funções de pilotagem, e foi enviado para o Médio Oriente como Comandante de voo no Esquadrão N.º 3 no dia 15 de Julho.

### Médio Oriente

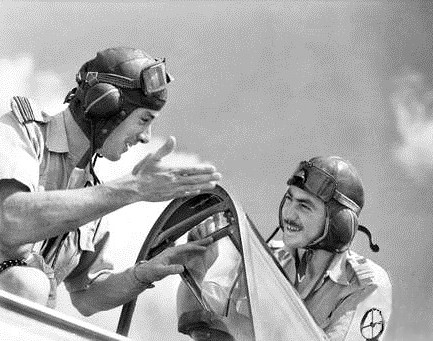
Jeffrey (esquerda) discute sobre o novo P-40 Tomahawk com Peter Turnbull na Palestina, no dia 6 de junho de 1941.

Embarcando em direcção ao Suez, e tendo passado por Bombaim, na Índia, chegou ao ser destino no Egipto no final de Agosto de 1940. Juntamente com a maioria dos seus camaradas, Jeffrey pilotava os obsoletos biplanos Gloster Gladiator em apoio à 6ª Divisão durante a Campanha do Norte de África; nesta fase, ele não obteve qualquer vitória aérea. Promovido a Líder de esquadrão, ele assumiu o comando do Esquadrão N.º 3, que havia sido comandado pelo Comandante de Asa Ian McLachlan até ao dia 13 de Fevereiro de 1941, altura pela qual a unidade havia sido equipada com caças monoplanos Hawker Hurricane. Colocados na Base Aérea de Benina e responsáveis pela defesa de Benghazi quando Jeffrey assumiu o comando, o Esquadrão N.º 3 retirou-se em direcção a leste apenas horas antes de os tanques alemães de Rommel lançarem a ofensiva em Abril. Antes de as forças aliadas voltarem a reagrupar-se, os australianos chegaram saltar entre 10 aeródromos diferentes.
Jeffrey pilotava um Hurricane quando conseguiu a sua primeira vitória aérea no dia 15 de Abril de 1941. Ao perseguir uma formação de quatro aviões alemães Junkers Ju 52 até à base da Luftwaffe perto do Forte Capuzzo, na Líbia, ele abateu um dos aviões ainda em voo e danificou os outros três tendo eles já aterrado; os três aviões ficaram a arder. Ele foi condecorado com a Cruz de Voo Distinto pelo seu desempenho, assim como pelo seu "esforço, alta eficiência ... sob condições difíceis"; a condecoração foi promulgada no London Gazette no dia 13 de Maio. Depois de receber instrução e treino para pilotar aviões P-40 Tomahawk neste mesmo mês, o Esquadrão N.º 3 participou na Campanha da Síria-Líbano. Jeffrey conseguiu a primeira vitória do esquadrão com a nova aeronave ao abater um Junkers Ju 88 italiano sob o mar, perto de Beirute, no dia 13 de Junho de 1941. Dois dias mais tarde, destruiu um bombardeiro Martin 167, da França de Vichy, no sul da Síria. Jeffrey foi creditado com mais uma vitória, por abater outro Ju 88 antes do esquadrão regressar ao Norte de África em Setembro para apoiar a contra-ofensiva dos aliados contra o Afrika Korps. Ele foi mencionados em despachos no dia 24 de Setembro de 1941.

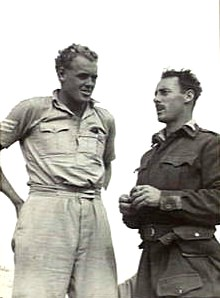
Comandante de asa Jeffrey (direita) com o homem que resgatou atrás das linhas inimigas, o sargento piloto "Tiny" Cameron, no dia 30 de novembro de 1941.

Como oficial comandante do Esquadrão N.º 3, Jeffrey implementou maneiras inovadoras de aumentar a moral dos seus subordinados que viviam "em condições primitivas". Numa ocasião ele conseguiu arranjar alojamento para os seus subordinados perto de uma praia, longe do local onde deveriam ter ficado que era alvo de ataques nocturnos que fazia com que passassem por noites difíceis e não dormissem tanto quanto deviam. Outra ideia "radical" de Jeffrey (e um dos seus legados) consistiu em fundir o local onde os militares tomavam a refeições, ficando todos eles (dos mais graduados aos menos graduados) a comer no mesmo local a mesma comida. Este conceito foi inicialmente proposto nas unidades da Real Força Aérea, contudo quando o Vice Marechal-do-ar Arthur Noningham comeu numa cantina conjunta no dia 11 de Outubro de 1941 e louvou a ideia, ela espalhou-se por toda a Força Aérea do Deserto; o ás da aviação Clive Caldwell mais tarde também pôs em prática a mesma ideia como comandante da Asa N.º 1 da RAAF, em Darwin. Um dos sargentos do Esquadrão N.º 3 mais tarde lembrou que Jeffrey impôs a regra de os pilotos conhecerem as tripulações de terra para aumentar a noção de camaradagem, e também deu uma missão especial a um dos seus oficiais para "não perder o rasto" da localização dos aeródromos aliados e respectivos campos de petróleo, de modo a assegurar que a sua unidade nunca ficasse sem combustível ou sem local para aterrar em caso de emergência.
Sendo promovido temporariamente a Comandante de asa e nomeado comandante da Asa N.º 324 da RAF, Jeffrey foi creditado juntamente com outro militar pela destruição de um Messerschmitt Bf 110 no dia 20 de Novembro. Dois dias mais tarde o avião que Jeffrey pilotava foi atingido por fogo inimigo, contudo conseguiu regressar à unidade apesar dos ferimentos. No dia 25 de Novembro, Jeffrey liderou o Esquadrão N.º 3 e o Esquadrão N.º 112 da RAF num ataque contra bombardeiros do eixo, ataque este que resultou na destruição de sete aeronaves inimigas e outras oito danificadas, tendo perdido apenas um Tomahawk. Ele conseguiu a sua quinta vitória aérea individual durante este ataque, abatendo um Bf 110 e danificando outro. No dia 30 de Novembro, Jeffrey resgatou um dos seus velhos camaradas do Esquadrão N.º 3, o sargento piloto Allan Cameron, que teve que aterrar forçadamente atrás da linha do inimigo. Apelidado de "Tiny", Cameron era o homem mais "volumoso" da unidade, e depois de aterrar Jeffrey teve que se desfazer do paraquedas que tinha na aeronave para ter espaço para levar o seu camarada no cockpit do Tomahawk. Ele conseguiu descolar e regressar à base aliada, e Cameron não só sobreviveria à guerra como se tornaria ele mesmo um ás da aviação. Por este e outros feitos, Jeffrey foi condecorado com a Ordem de Serviços Distintos no dia 12 de Dezembro de 1941. Para além do resgate de um camarada, a citação prestava tributo "ao sucesso" como comandante de asa, "ao seu espírito de combate" por ter regressado à base mesmo depois de ser atingido, e "pela sua magnífica liderança, técnica e coragem" que "contribuíram para o sucesso destes feitos". No final deste mês, Jeffrey foi transferido de volta para a Austrália para servir no teatro do Sudoeste do Pacífico. No Médio Oriente, ele obteve cinco vitórias aéreas e uma vitória partilhada, apesar de considerarem que ele era "conservador" sobre o seu sucesso.

### Sudoeste do Pacífico
Jeffrey chegou à Austrália em Janeiro de 1942, e no mês seguinte comandou por um breve período a Base aérea de Bankstown, em Nova Gales do Sul. No dia 4 de Março ele tornou-se no primeiro comandante do Esquadrão N.º 75, que operava os novos aviões P-40 Kittyhawk. Formando o esquadrão em Townsville, Queensland, Jeffrey foi responsável pela sua prontidão para a defesa de Porto Moresby, que se tornaria numa das primeiras batalhas importantes da Campanha da Nova Guiné. Apesar de o esquadrão ter mais dois veteranos do Esquadrão N.º 3 do Médio Oriente, o Tenente de voo John Jackson e o Tenente de voo Peter Turnbull, a maior parte dos pilotos da unidade nunca haviam tido qualquer experiência bélica, e Jeffrey teve apenas 9 dias para instaurar um sistema de instrução dos princípios básicos de voo, manuseamento do armamento aeronáutico e tácticas de combate. Ele entregou o comando da unidade para Jackson no dia 19 de Março, contudo continuou a trabalhar com o esquadrão, como aconteceu com o transporte dos Kittyhawk pra Moresby dois dias depois; neste momento, ele foi atingido por fogo-amigo por jovens militares nervosos que operavam os canhões antiaéreos. Quatro aeronaves ficaram danificadas, e Jeffrey ficou a centímetros da morte depois de uma munição passar mesmo ao lado da sua cabeça, acabando por atingir o assento. Em 24 de Março, o Esquadrão N.º 75 já havia consigo abater várias aeronaves japonesas; sentindo que o seu trabalho ali estava feito, Jeffrey regressou à Austrália. Logo de imediato ele começou a trabalhar numa segunda unidade equipada com aviões Kittyhawk para servir na Nova Guiné, o Esquadrão N.º 76. Colocados em Townsville nesta altura, passaram a ser comandados por Peter Turnbull e juntaram-se ao Esquadrão N.º 75 na Batalha da Baía Milne.

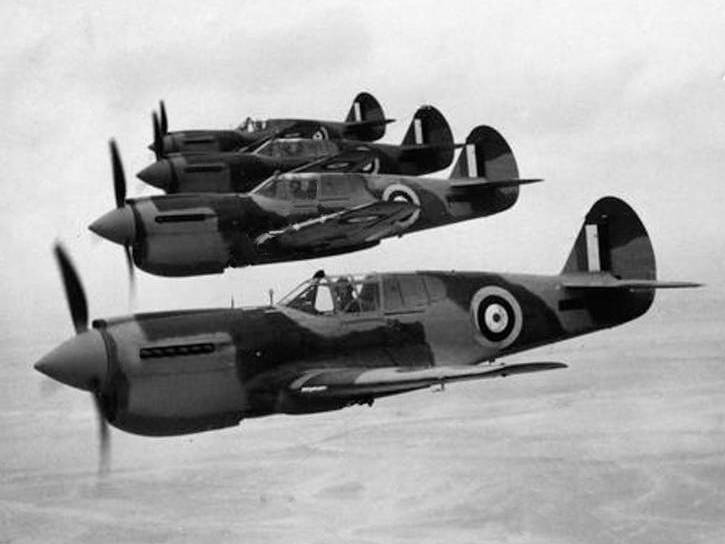
Jeffrey (primeiro plano) a liderar uma formação de aviões P-40 Kittyhawk, incluindo um pilotado pelo "Bluey" Truscott (em terceiro plano), na Unidade de Treino Operacional N.º 2 em Mildura, Junho de 1942.

Em Abril de 1942, Jeffrey foi nomeado para estabelecer e comandar a Unidade de Treino Operacional N.º 2. Inicialmente com base em Port Pirie, na Austrália Meridional, a unidade foi transferida para Mildura, Vitória, no mês seguinte, e rapidamente começaram a treinar pilotos para combate em aeronaves como o Kittyhawk, CAC Boomerang, e Spitfire. Os instrutores sob o comando de Jeffrey incluíam os ases da aviação Clive Caldwell e Wilf Arthur. No dia 14 de Maio, Jeffrey casou-se com Colleen Crozier na Igreja Presbeteriana de Toorak, em Melbourne; o seu padrinho de casamento era o seu amigo e ás da aviação do Esquadrão N.º 3 Alan Rawlinson. O casal teve dois filhos. Em Agosto de 1943, Jeffrey assumiu o comando do Quartel-general do Sector de Combate N.º 5 em Darwin, Território do Norte. No dia 25 de Setembro ele substituiu Celdwell como Oficial Comandante da Asa N.º 1, que era composta por três esquadrões equipados com aviões de caça Supermarine Spitfire e cuja missão consistia em defender o Comando da Área Noroeste de qualquer ataque aéreo. Nesta altura, as investidas japonesas tinham começado a ser menos frequentes e menos poderosas, e as forças aliadas no Comando da Área Noroeste passaram de uma postura defensiva para uma ofensiva, atacando as posições japonesas nas Índias Orientais Holandesas e na parte ocidental da Nova Guiné. A Asa N.º 1 interceptou, em Setembro, algumas investidas dos japoneses, e em Outubro não sofreram nenhuma investida; o ultimo ataque japonês no norte da Austrália ocorreu a 12 de Novembro. Em Dezembro, Jeffrey foi promovido a Capitão de grupo.
A 8 de Março de 1944, Jeffrey enviou com urgência dois dos seus esquadrões para os arredores de Perth, na Austrália Ocidental, em resposta a um possível ataque japonês contra aquela zona, contudo tal acabou por não acontecer e os esquadrões foram novamente enviados para Darwin no dia 20 de Março. No dia 18 de Abril ele liderou a asa na primeira operação ofensiva, atacando posições japonesas nas ilhas Babar. No mês seguinte, ele mudou o seu quartel-general e dois esquadrões para o golfo Exmouth, na Austrália Ocidental, de modo a proteger as instalações que ali haviam sido criadas para abastecer a Frota Oriental britânica antes da Operação Transom. No dia 5 de Setembro de 1944 Jeffrey liderou a Asa N.º 1 até às ilhas Tanimbar com vista em alvos em Selaru. Mais tarde ele discutiu com Caldwell sobre esta missão, que na altura era comandante da Asa N.º 80, sobre se tais missões de longo alcance valeriam a pena para os esquadrões. Jeffrey declarou que a viagem era um desperdício de tempo e recursos e só a havia realizado para prevenir, nas palavras de Caldwell, "que a moral dos seus pilotos fosse pelo cano abaixo". No mês seguinte, Jeffrey foi recomendado para ser mencionado em despachos pela "valentia e serviços distintos" no Comando da Área Noroeste; este louvor foi publicado a 9 de Março de 1945. Saindo da Asa N.º 1, em Novembro regressou ao comando a Unidade de Treino Operacional N.º 2, onde ficou até ao final da guerra.

## Pós-guerra

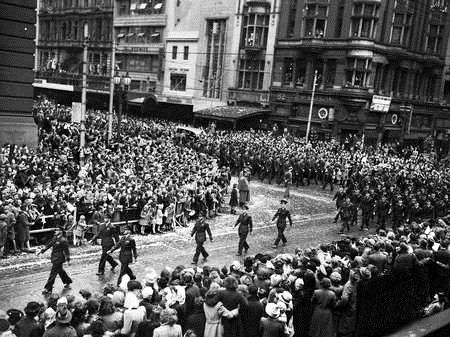
O Capitão de grupo Jeffrey (primeiro à esquerda) a comandar um contingente da RAAF na parada militar da Vitória no Pacífico numa avenida de Melbourne, no dia 24 de agosto de 1945.

Depois do cessar das hostilidades, a Unidade de Treino Operacional N.º 2 foi reduzida à condição de unidade de manutenção, e a carreira de Jeffrey terminou no dia 6 de Junho de 1946. Sendo transferido para a reserva da RAAF depois da sua desmobilização, ele procurou ser readmitido em Agosto do mesmo ano, mas não obteve sucesso na sua pretensão. Assim, Jeffrey virou-se para a agricultura, comprando uma propriedade junto ao rio Murray. Em Abril de 1951 ele voltou a solicitar uma re-integração na PAF, tendo-lhe sido dada uma comissão como comandante de asa. Ao longo dos dois anos seguintes ele deteve postos de treino em Vitória. No ano seguinte tornou-se vice director das Operações, no quartel-general da RAAF, em Melbourne.
Promovido a Capitão de grupo em Fevereiro de 1954, Jeffrey foi nomeado superintendente junto do Estabelecimento de Armas de Longo Alcance em Salisbury, na Austrália Meridional. Coordenando testes bélicos em Woomera Test Range, Jeffrey e a sua equipa de apoio estavam inicialmente sediados na Base aérea de Mallala mas, mais tarde, foram transferidos para o aeródromo de Edinburgh. No dia 17 de Janeiro de 1955, ele tornou-se no comandante inaugural da Base aérea de Edinburgh, e supervisionou a transferência de unidades de Mallala para Edinburgh neste ano. Ele entregou o comando da unidade em Abril de 1956, e deixou a força aérea no dia 14 de Maio. De volta à vida fora das forças armadas, Jeffrey instalou-se em Queensland e tornou-se parceiro numa firma da área de acções e de bolsa. Mais tarde, tornou-se pastor de ovelhas e gado em Emerald, em Queensland. Em 1972 mudou-se para Surfers Paradise, onde faleceu no dia 6 de Abril de 1997 com 83 anos. No seu obituário no The Sydney Morning Herald no dia 10 de Abril foi descrito como "o arquétipo de um líder de combate australiano ... destemido, franco, despretenciado, carinhoso".